# دراسات استقصائية آلية عبر الهاتف
يتم استخدام الدراسات الاستقصائية الآلية لتجميع المعلومات والحصول على التعقيبات عن طريق الهاتف والإنترنت. ويتم استخدام الدراسات الاستقصائية الآلية لإجراء أبحاث حول العملاء عن طريق مراكز الاتصال لأهداف إدارة علاقات العملاء وأغراض إدارة الأداء. إضافة إلى أنها تُستخدم أيضًا في الاقتراعات السياسية وأبحاث السوق والدراسات الاستقصائية للـإشباع الوظيفي.
تستعين العديد من المؤسسات الكبيرة بجهات تعهيد خارجية للتعامل مع عملائها في مراكز الاتصالات بينما تتعامل مؤسسات أخرى مع عملائها مباشرة. وتوفر الدراسات الاستقصائية الآلية تقييمًا مستقلاً لخدمة الاستعانة بمصادر خارجية من العملاء أنفسهم. وتُستخدم الدراسات الاستقصائية الآلية في مراكز الاتصال لتحسين نوعية الخدمات وتعزيز مستوى ولاء العملاء للمؤسسة.
تتم عملية إنشاء نظام الدراسات الاستقصائية الآلي عبر الهاتف أو الإنترنت كالتالي:
1. تصميم الاستبيان
2. تسجيل المطالب الصوتية واختبار الدراسة الاستقصائية
3. عندما تبدأ الدراسة الاستقصائية، سيتم سؤال العملاء الذين يتواصلون مع مركز الاتصال، سواء أكان عن طريق الوكيل أو تسجيل صوتي، إذا ما كان يرغب في إبداء تعقيبات بشأن جودة الخدمة المُقدمة له. ويتم تحويل العملاء الموافقين على المشاركة في الدراسة الاستقصائية في نهاية المكالمة. وقد يتم تحويل المكالمات إلى نظام الدراسات الاستقصائية الآلية يدويًا عن طريق شخص يتحدث إلى العملاء، أو آليًا باستخدام وحدة الاستجابة للأصوات (VRU). ويتم إرفاق المعلومات ذات الصلة بالمكالمة (هوية العميل، رقم هاتف المتصل، وغيرها). وتُطرح على العميل بعد ذلك مجموعة من الأسئلة المسجلة سابقًا، ثم يُطلب منه الرد باستخدام لوحة مفاتيح الهاتف. وقد يُتاح للعملاء أيضًا ترك تعليقات نصية.
4. تُحفظ البيانات والتعليقات النصية وجمعها على خادم آمن. ويمكن بعد ذلك الوصول إلى المعلومات عن طريق الإنترنت.

## كتابات أخرى
- A Quick Guide to New Survey Methods, Hubert H. Humphrey Institute, University of Minnesota accessed at  نسخة محفوظة 10 نوفمبر 2013 على موقع واي باك مشين. Nov 15, 2006